# 298e régiment d'infanterie territoriale
Pour les articles homonymes, voir 298e régiment.
Le 298e régiment d'infanterie territoriale (298e RIT) est un régiment d'infanterie territoriale de l'armée de terre française qui a participé à la Première Guerre mondiale.

## Création et différentes dénominations
- 11 novembre 1914 : formation du 98e régiment d'infanterie territoriale de marche (par décision du 30 octobre
- janvier 1916 : renommé 298e régiment d'infanterie territoriale
- mars 1918 : dissolution

## Chefs de corps
- 11 - 19 novembre 1914 : chef de bataillon Kern (provisoirement)[1]
- 19 novembre 1914 - 27 mars 1915 : lieutenant-colonel Moraine[1],[2]
- 27 mars - 16 avril 1915 : chef de bataillon Maillaud (provisoirement)[2]
- 16 avril 1915 - janvier 1916 : lieutenant-colonel Mauroy[2],[3]
- janvier 1916 - janvier 1917 : chef de bataillon Maillaud (lieutenant-colonel à partir du 6 mars 1916)[3],[4],[5]
- janvier - novembre 1917 : lieutenant-colonel Debains[5],[6]
- novembre 1917 - mars 1918 : lieutenant-colonel Le Porquier de Vaux[7]

## Historique des garnisons, combats et batailles

### Première Guerre mondiale

#### Affectations
- Groupement sud de la défense mobile de Belfort (210e brigade) de novembre 1914 à août 1915[8]
- 105e division d'infanterie territoriale (210e brigade) d'août 1915 à mars 1916[8]
- 133e division d'infanterie (115e brigade) de mars à août 1916[9]
- 134e division d'infanterie (115e brigade puis infanterie divisionnaire) d'août 1916 à mars 1917[10]
- 216e brigade territoriale de mars 1917 à mars 1918[10]

#### 1914
En application d'une décision prise le 30 octobre 1914, le 98e régiment territorial de marche est formé le 11 novembre 1914 à partir de trois bataillons : les 4e et 5e bataillons du 98e régiment territorial deviennent les 2e et 3e bataillons du nouveau régiment et le 4e bataillon du 97e régiment territorial le 1er bataillon.

#### 1916
Le 298e territorial reçoit son drapeau le 17 mars 1916. Le drapeau défile à Paris le 14 juillet 1919 et le 11 novembre 1920. Il est remis au Musée de l'Armée le 21 février 1921.

## Drapeau

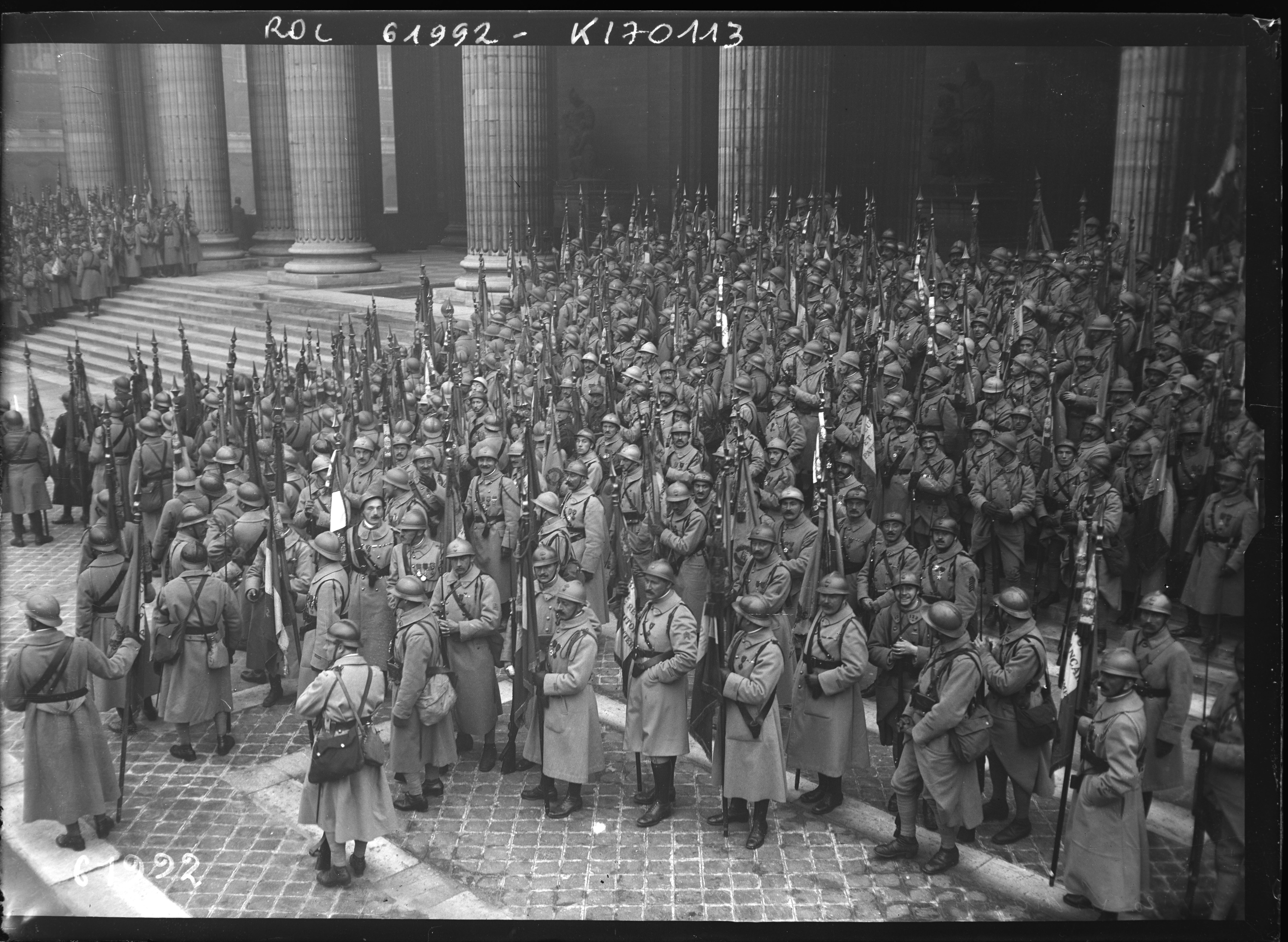
Drapeaux de régiments d'infanterie français dissous le 11/11/1920.

Il ne porte aucune inscription.

### Sources et bibliographie
- Historique du 298e régiment territorial d'infanterie, Montluçon, Imprimerie F. Herbin et H. Bouché, 1922 (lire en ligne)
- Service historique de l'état-major des armées, Les Armées françaises dans la Grande guerre, vol. 2, t. X : Ordres de bataille des grandes unités : divisions d'infanterie, divisions de cavalerie, Paris, Impr. nationale, 1924, 1092 p. (lire en ligne).